# 血債血償
《血債血償》是香港亞洲電視製作的一部共35集電視劇集，於1982年12月15日首播，劉嘉豪監製。這是麗的電視易名為亞洲電視後第一部首播的古裝武俠劇集。劇集以江湖恩怨為主線，主要角色幾乎都不得善終。

## 劇情簡介
二十年前，當世兩大高手──劍聖楚仲庭（平凡 飾）與劍痴獨孤求敗 (陳惠敏 飾)相約比武，楚仲庭輸了半招，卻乘機將獨孤求敗推落山崖。獨孤求敗大難不死，收于峰(潘志文 飾)為徒，將自己的一身絕學悉數傳授，並在臨終時囑咐于峰打敗劍聖，為自己報仇。楚仲庭为了巩固自己势力及不让自己的不择手段行径泄漏，跟谋士潘潜合谋，暗地培养龙杀手组织，甚至杀死丁帆养父。
二十年后，天煞教蠢蠢欲动，易天行为了称霸武林借助楚仲庭坐大，另外，萬劍山莊少主楚三郎 (伍衛國 飾)乃劍神楚仲庭之子，有妹楚湘兒 (李麗麗 飾)及愛妻素芳 (阮佩珍 飾)。楚仲庭因跟李怀仙交好而與鱼朝恩及楊正容（鄭雷 飾）等阉党有名利之仇，楊正容將素芳綁架，三郎趕去救援，被要挾斬斷一臂，素芳為保全三郎而自殺。
傷心的三郎離開山莊，漸與于峰成為朋友，又遇楊正容之妹楊詠雪(文雪兒 飾)和西夏公主宜妃 (施明 飾)，發展出另外一段感情。后来易天行跟楚仲庭发生摩擦，倒戈杨正容一方并泄露一切给他们，萬劍山莊遭楊正容破壞，三郎幫助父親重建山莊。最後眾人又捲入镇南王与小皇爺 (曾偉權 飾)爭奪王位的宮廷陰謀中，除了楚湘兒，所有人都犧牲了...

## 演員表
- 潘志文 飾 于峰
- 陳惠敏 飾 獨孤求敗
- 李麗麗 飾 楚湘兒
- 伍衛國 飾 楚三郎
- 平凡 飾 楚仲庭
- 葉玉萍 飾 葉婷婷
- 文雪兒 飾 楊泳雪
- 李燕燕 飾 易天蘭
- 曹達華 飾 葉勇
- 麥天恩 飾 易天行
- 李岡 飾 丁帆
- 施明 飾 宜妃
- 吳桐 飾 潘潜
- 凌文海 飾 李懷仙
- 關偉倫 飾 宇文豹
- 甘山 飾 屠一夫
- 鄭雷 飾 楊正容
- 江濤 飾 國舅
- 阮佩珍 飾 张素芳
- 曾偉權 飾 小皇爺
- 金童 飾 鹿公公
- 蔡國慶 飾 諸葛智
- 徐寶鳳 飾 粉娘
- 李亨 飾 皇帝
- 丁櫻 飾 傻姑
- 熊德誠 飾 慕容正
- 劉一帆 飾 魚朝恩
- 黎萱 飾 无愁师太
- 李燕萍 飾 紅娘子